# Sân bay Bodø
Sân bay Bodø (tiếng Na Uy: Bodø lufthavn) (IATA: BOO, ICAO: ENBO) là một sân bay dân dụng tại Bodø, Na Uy. Sân bay toạ lạc về phía nam trung tâm thành phố, trên mũi cực tây của bán đảo mà Bodø toạ lạc bên trên, sân bay này có chung cơ sở vật chất với căn cứ không quân Bodø Main Air Station. Sân bay có một đường băng bề mặt bê tông dài 3,394 nhân 45 mét (11,14 nhân 147,64 ft) theo hướng đông-tây. Ngoài phục vụ các chuyến bay nội địa chính, sân bay này còn có một số chuyến bay khu vực đến Helgeland, Lofoten và Vesterålen. 

## Hãng hàng không và tuyến bay

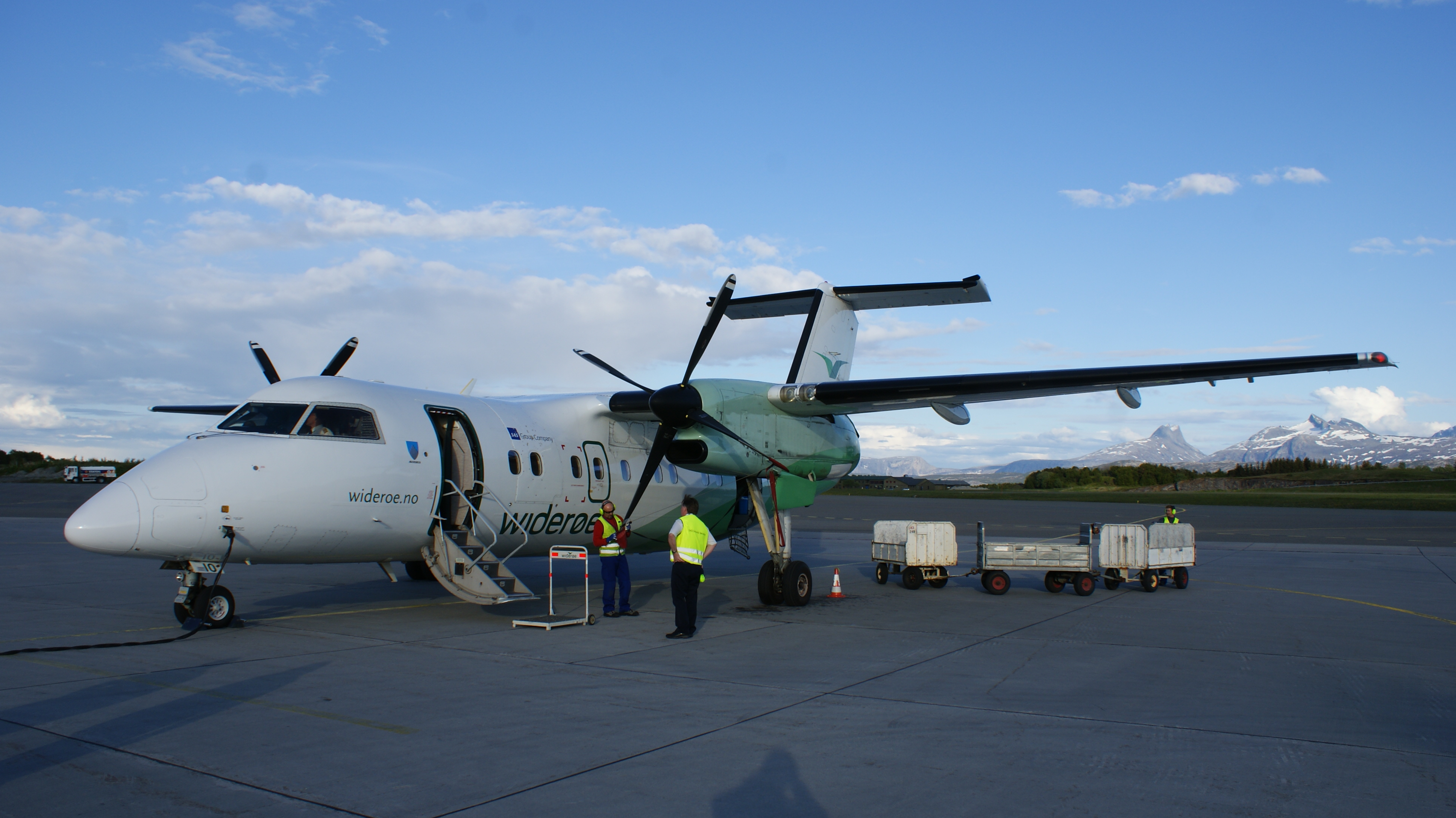
Widerøe de Havilland Canada Dash-8 103 tại sân bay Bodø

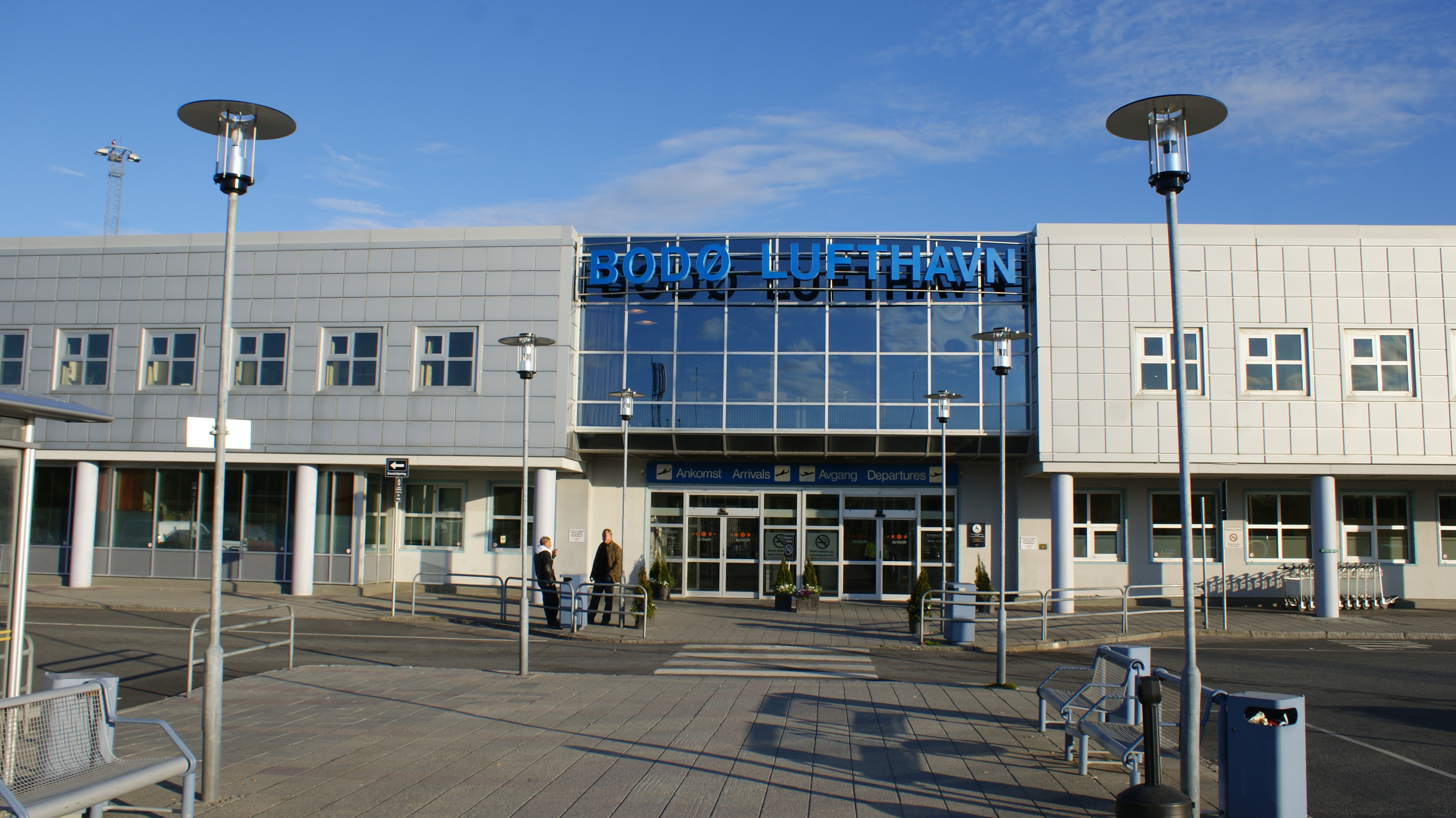
Bên ngoài nhà ga

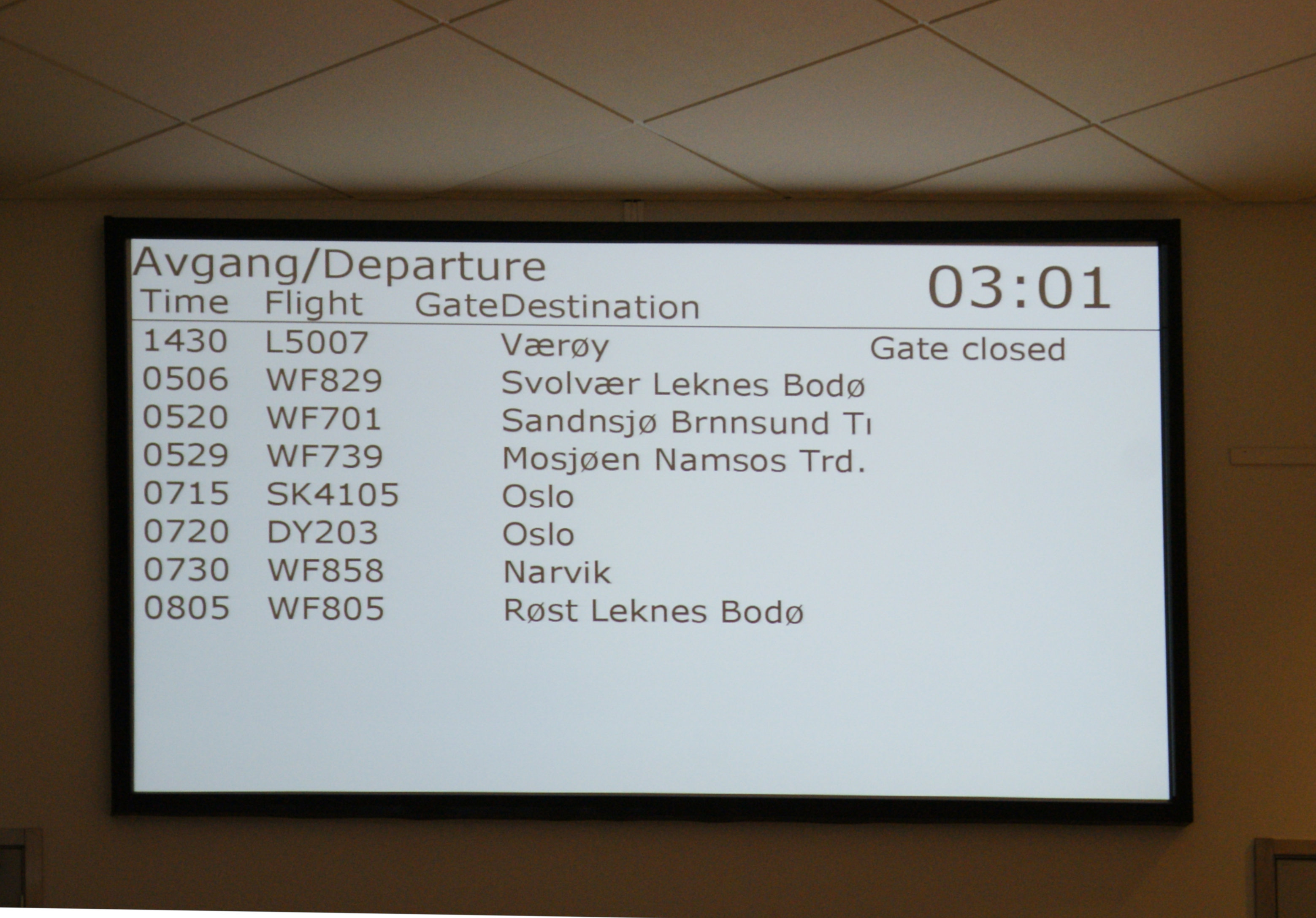
Thông báo thời gian đi

| Hãng hàng không       | Các điểm đến |
| --------------------- | --- |
| Lufttransport         | Værøy |
| Norwegian Air Shuttle | Oslo-Gardermoen, Oslo-Rygge, Trondheim, Tromsø, London Gatwick (bắt đầu ngày 12/2/2011)                                                                                          |
| Scandinavian Airlines | Oslo-Gardermoen, Trondheim, Tromsø |
| Widerøe               | Andenes, Bergen, Harstad/Narvik, Leknes, Mo i Rana, Mosjøen, Narvik, Namsos, Røst, Sandefjord, Sandnessjøen, Stokmarknes, Svolvær                                                |
| Other                 | Madrid [theo mùa], Las Palmas [theo mùa], Palma [theo mùa], Vienna [theo mùa], Paderborn-Lippstadt [theo mùa], Friedrichshafen [theo mùa], Chania [theo mùa], Antalya [theo mùa] |